# Fóia
Le mont Fóia (Alto da Fóia) est un sommet du Portugal constituant, avec une altitude de 902 m, le point culminant de l'Algarve. Il appartient au massif de la serra de Monchique.
Une route goudronnée mène jusqu'au sommet. Elle est surmontée de plusieurs installations de télécommunication, notamment la station de radar numéro 1 de l'armée de l'air portugaise. Par temps clair, l’océan Atlantique est visible depuis le sommet.